# 1773 au théâtre
| Années du théâtre : 1770 - 1771 - 1772 - 1773 - 1774 - 1775 - 1776    |
| Décennies du théâtre : 1740 - 1750 - 1760 - 1770 - 1780 - 1790 - 1800 |

## Événements
- 24 mai : inauguration à Pavie en Italie du Théâtre Fraschini, construit par Antonio Galli da Bibiena avec la représentation de l'opéra Il Demetrio du compositeur tchèque Josef Mysliveček sur des vers de Pietro Metastasio.
- Louis-Sébastien Mercier publie un essai : Du théâtre ou Nouvel essai sur l’art dramatique, Amsterdam, E. van Harrevelt (lire en ligne).

## Pièces de théâtre publiées
- György Bessenyei (en), Buda, tragédie en hongrois, Bratislava.
- Goethe, Götz von Berlichingen (de), drame gothique insppiré par le personnage de Götz von Berlichingen, inaugurant le Sturm und Drang, premier moment du romantisme en Allemagne.

## Pièces de théâtre représentées
- 13 mars : She Stoops to Conquer [Elle s’abaisse pour vaincre], comédie d’Oliver Goldsmith, Londres, Covent Garden Theatre.
- 27 septembre : Sémire et Mélide ou le Navigateur, comédie mêlée d'ariettes de Charles-Georges Fenouillot de Falbaire de Quingey, Bruxelles, Théâtre royal de la Monnaie.

## Naissances
- 22 janvier : René-Charles Guilbert de Pixerécourt, dramaturge, directeur de théâtre et traducteur français, mort le 25 juillet 1844.
- 9 avril : Étienne Aignan, écrivain, dramaturge et traducteur français, mort le 21 juin.

## Décès
- 21 janvier : Alexis Piron, poète, chansonnier et dramaturge français, né le 9 juillet 1689.